# Mabel Gay
Mabel Gay Tamayo, kubanska atletinja, * 5. maj 1983, Santiago de Cuba, Kuba.
Nastopila je na poletnih olimpijskih igrah leta 2008, ko je dosegla petnajsto mesto v troskoku. Na svetovnih prvenstvih je osvojila srebrno medaljo v isti disciplini leta 2009, na svetovnih dvoranskih prvenstvih bronasto medaljo leta 2012, na panameriških igrah pa zlato in dve bronasti medalji.